# アリー・アフィーフ
アリー・アフィーフ（アラビア語: علي عفيف、1988年1月20日 - ）は、カタールのサッカー選手。カタール代表。ポジションはFWまたはMF。

## クラブ歴
2004年にアル・サッドの下部組織からトップチームに昇格した。同クラブでAFCチャンピオンズリーグ2011に出場、決勝の全北現代モータース戦には彼も95分にアブドゥル・カデル・ケイタとの交代で出場したものの、100分と120分にイエローカードを提示され退場処分となったものの、その後のPK戦でアル・サッドは勝利しFIFAクラブワールドカップ2011に出場した。2012年にはレフウィヤSCにレンタル移籍し、その後完全移籍となった。

## 代表歴
U-17代表として2005 FIFA U-17世界選手権に出場した。
2007年7月12日のAFCアジアカップ2007グループBのベトナム代表戦で代表初出場。2008年8月20日のタジキスタン代表戦で代表初得点を飾った。その後、2010 FIFAワールドカップ・アジア予選、AFCアジアカップ2011にも出場した。

## 個人
6人兄弟の彼はドーハで生まれた。弟のアクラム・アフィーフもドーハ生まれのサッカー選手で同国代表である。父親のハッサン・アフィーフ・アル・ヤフェイもサッカー選手で、父親はタンザニアのモシで生まれたイエメン系人である。父はサッカー選手引退後、サッカー指導者も務めた。母親はイエメン出身である。

## 個人成績
2016年11月11日現在

### クラブ
| 2004-05 | アル・サッド |          | スターズ | 12  | 1  | 12  | 1  |
| 2005-06 | アル・サッド |          | スターズ | 10  | 1  | 10  | 1  |
| 2006-07 | アル・サッド |          | スターズ | 4   | 0  | 4   | 0  |
| 2007-08 | アル・サッド |          | スターズ | 15  | 7  | 15  | 7  |
| 2008-09 | アル・サッド |          | スターズ | 14  | 3  | 14  | 3  |
| 2009-10 | アル・サッド |          | スターズ | 20  | 5  | 20  | 5  |
| 2010-11 | アル・サッド |          | スターズ | 14  | 8  | 14  | 8  |
| 2011-12 | アル・サッド |          | スターズ | 12  | 2  | 12  | 2  |
| 2011-12 | レフウィヤ   |          | スターズ | 4   | 2  | 4   | 2  |
| 2012-13 | レフウィヤ   |          | スターズ | 16  | 4  | 16  | 4  |
| 2013-14 | レフウィヤ   |          | スターズ | 18  | 2  | 18  | 2  |
| 2014-15 | レフウィヤ   |          | スターズ | 19  | 2  | 19  | 2  |
| 2015-16 | レフウィヤ   |          | スターズ | 16  | 1  | 16  | 1  |
| 2016-17 | レフウィヤ   |          | スターズ | 6   | 4  | 6   | 4  |
| 通算    | カタール     | カタール | スターズ | 180 | 42 | 180 | 42 |
| 総通算  | 総通算       | 総通算   | 総通算   | 180 | 42 | 180 | 42 |

### 代表
代表での得点一覧
| #  | 日附           | 場所                                           | 対戦相手         | 得点 | 結果 | 大会                                   |
| -- | -------------- | ---------------------------------------------- | ---------------- | ---- | ---- | -------------------------------------- |
| 1  | 2008年8月20日  | ドーハ・ハリーファ国際スタジアム               | タジキスタン     |      | 5-0  | 親善試合                               |
| 2  | 2008年12月30日 | ドーハ・サーニー・ビン・ジャーシム・スタジアム | リビア           | 5–2  | 5-2  | 親善試合                               |
| 3  | 2009年5月26日  | ドーハ・ジャシム・ビン・ハマド・スタジアム     | サウジアラビア   | 1-1  | 2-1  | 親善試合                               |
| 4  | 2009年6月10日  | 横浜市横浜国際総合競技場                       | 日本             | 1–1  | 1-1  | 2010 FIFAワールドカップ・アジア4次予選 |
| 5  | 2009年9月9日   | ドーハ・ジャシム・ビン・ハマド・スタジアム     | オマーン         | 1–0  | 1-1  | 親善試合                               |
| 6  | 2009年10月14日 | パリ・スタッド・ミシェル・イダルゴ             | コンゴ民主共和国 | 1-1  | 2-2  | 親善試合                               |
| 7  | 2009年12月28日 | ドーハ・カタールSCスタジアム                   | イラン           | 1-0  | 3-2  | 第9回カタール国際親善トーナメント      |
| 8  | 2013年9月5日   | ドーハ・ジャシム・ビン・ハマド・スタジアム     | モーリシャス     | 3-0  | 3-0  | 親善試合                               |
| 9  | 2013年10月13日 | ドーハ・アル・ガラファ・スタジアム             | イエメン         | 6-0  | 6-0  | AFCアジアカップ2015予選                |
| 10 | 2017年6月6日   | ドーハ・ジャシム・ビン・ハマド・スタジアム     | 北朝鮮           | 2-0  | 2-2  | 親善試合                               |

## タイトル
アル・サッド
- カタール・スターズリーグ: 2003-04, 2005-06, 2006-07
- アミールカップ: 2004-05, 2006-07
- クラウンプリンスカップ: 2006, 2007, 2008

準優勝: 2004
- シェイク・ジャシムカップ: 2006
- AFCチャンピオンズリーグ: 2011

レフウィヤ
- カタール・スターズリーグ: 2011-12, 2013-14, 2014-15, 2016-17, 2017-18, 2019-20, 2022-23
- アミールカップ: 2016, 2018, 2019, 2022
- クラウンプリンスカップ: 2013, 2015, 2018, 2023
- シェイク・ジャシムカップ: 2015, 2016